# La estafeta romántica
La estafeta romántica es la vigesimosexta entrega de los Episodios Nacionales de Benito Pérez Galdós, y sexta de la tercera serie. Fue escrita entre julio y agosto de 1899, en su casa solariega santanderina, y publicada ese mismo año. Su título hace referencia al recurso literario usado por Galdós, que construyó este episodio como novela epistolar, en la que la trama se describe a través de cuarenta cartas cruzadas entre los personajes principales: Fernando Calpena, el joven romántico protagonista de la serie; Pedro Hillo, clérigo amigo de Calpena; la aristócrata Pilar de Loaysa; o el noble aragonés Beltrán de Urdaneta, entre otros personajes secundarios.
La trama ficticia se mezcla en las cartas con pasajes históricos ocurridos en la España de 1837, sumida en la guerra civil, y las estériles disputas entre liberales progresistas y moderados, frente al acoso de los carlistas. Incluye otros capítulos históricos como la Expedición Real a Madrid y su fracaso, y la jura de María Cristina de la nueva constitución. También rememora Galdós el homenaje que siguió al suicidio de Larra, en el propio cementerio. Las palabras que allí pronunció José Zorrilla le dieron gran celebridad y le convirtieron en una figura literaria.